# Patriarchat von Bagdad

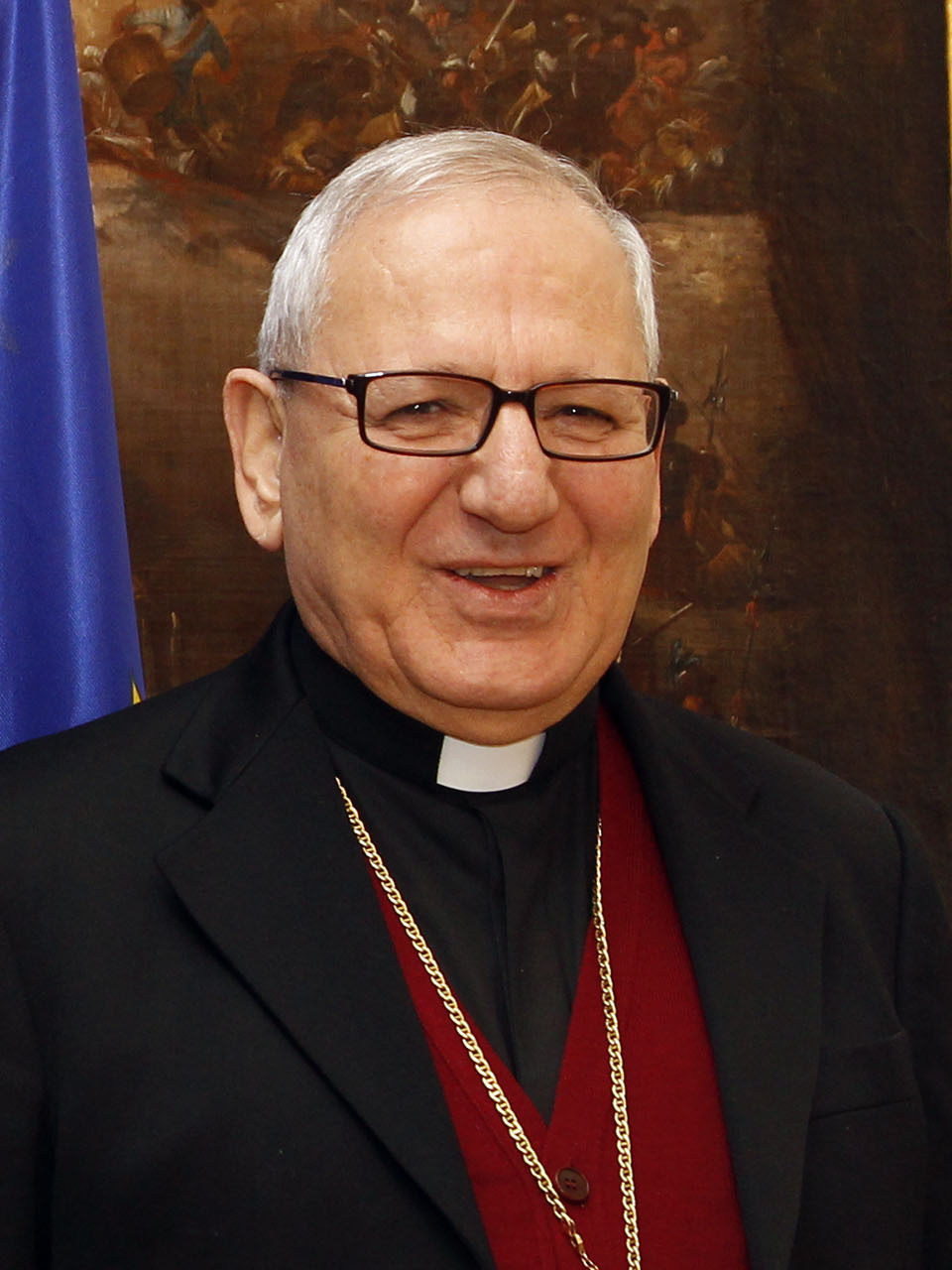
Louis Raphaël I Kardinal Sako, Patriarch von Bagdad der Chaldäer

Das Patriarchat von Bagdad der Chaldäer (Patriarchatus Bagdadiensis Chaldaeorum) ist die kirchliche Organisationsform der chaldäisch-katholischen Kirche. Es führt das altkirchliche Katholikat von Seleukia-Ktesiphon fort. Die Gründung erfolgte 1553 unter der Bezeichnung Patriarchat von Babylon der Chaldäer. Im Februar 2022 bestätigte Papst Franziskus die von Patriarch Louis Raphaël I. Kardinal Sako im Namen der Synode der chaldäisch-katholischen Kirche beantragte Namensänderung in Patriarchat von Bagdad.
Es ist mit etwa 63 %, das entspricht etwa 203.000 Mitgliedern, die größte Kirche im Irak. Sitz und Diözese des Patriarchen ist Bagdad; der gegenwärtige Amtsinhaber ist seit 2013 Louis Raphaël I. Sako.
Das Patriarchat von Babylon zählte 2015 mehr als 600.000 Gläubige in 21 Diözesen, von denen fast die Hälfte in den USA und Australien lebten. Wegen der unsicheren Lage im Irak haben viele chaldäisch-katholische Christen das Land verlassen. Tausende flüchteten ins Nachbarland Syrien, um von dort aus in sichere Drittländer auszuwandern. Man schätzt, dass seit dem Beginn des Krieges im März 2003 die Hälfte der irakischen Christen das Land verlassen haben. 2007 hatte sich die Sicherheitslage v. a. im kurdisch kontrolliertem Nordirak, teilweise aber auch in der irakischen Hauptstadt Bagdad wieder verbessert. Das chaldäische Priesterseminar St. Peter und das Babel College konnten ihren Betrieb wieder aufnehmen – letzteres allerdings nur im damals sicheren Ankawa bei Erbil. Bis zum Ende der Amtszeit Dellys kontrollierte die Terrororganisation Islamischer Staat erneut große Teile des Siedlungsgebiets der chaldäischen Christen.
Die pastoral wie finanziell unterschiedliche Lage in Heimat und Diaspora äußert sich in gewissen Spannungen innerhalb der kirchlichen Hierarchie.